# Szolga József
Szolga József (horvátul Jozo Solga, Sellye, 1966. augusztus 29.) magyarországi horvát közéleti személyiség, igazgatásszervező. 2008 és 2018 között az Országos Horvát Önkormányzat hivatalvezetője, 2018-tól horvát nemzetiségi szószóló.

## Életpályája
Sellyén született, de Felsőszentmártonban járta ki az általános iskolát, ahol horvát nyelven oktattak. 1982-ben felvették a pécsi Széchényi Ferenc Gimnáziumba. Az érettségi 1984-es megszerzése után felsőfokú tanulmányait az Államigazgatási Főiskola igazgatásszervező szakán kezdte meg, ahol 1987-ben szerzett diplomát. Ezt követően közszolgálati jogviszonyba lépett, tanácsi, majd önkormányzati igazgatásban kezdett dolgozni, később több településen jegyzőként is. Közben 1994-ben elvégezte a Pénzügyi és Számviteli Főiskola zalaegerszegi posztgraduális képzését. 1999-ben közigazgatási szakvizsgát tett. 2008-ban az Országos Horvát Önkormányzat hivatalvezetőjévé nevezték ki. 2009 és 2015 között ügyviteli tanácsadóként is dolgozott, illetve 2014-ben Hepp Mihály horvát nemzetiségi szószóló tanácsadójaként is dolgozott. A magyarországi horvát kulturális életben is aktív, 2007 és 2012 között a Croatica Kht., 2015 és 2018 között a Pécsi Horvát Színház Nonprofit Kft. felügyelőbizottságának tagja, illetve a felsőszentmártoni Zrínyi SE elnöke volt.
A rendszerváltás után feléledő magyarországi horvát közélet aktív résztvevője. A Magyarországi Horvátok Szövetsége alapító tagja, majd elnökségi tagja lett, illetve a Drávamenti Horvátok Közössége elnökévé is megválasztották. A 2006-os kisebbségi önkormányzati választáson Bolhó horvát önkormányzatának tagja lett, majd a testület elnökévé választották. Tisztségében 2010-ben megerősítették. Emellett 2007 és 2015 között a Somogy Megyei Területi Horvát Önkormányzat elnöke is volt. Emellett 2007 és 2011, valamint 2014-től az Országos Horvát Önkormányzatban is tevékenykedett. A 2018-as országgyűlési választáson a horvát nemzetiségi lista első helyére jelölték, ennek okán megválasztották az Országgyűlés horvát nemzetiségi szószólójává. Emiatt minden önkormányzati pozíciójáról lemondott.